# Rokowania
Rokowania – dyskusje toczone na wysokim szczeblu, przez przedstawicieli większego grona danych społeczności (lub państw lub narodów) próbujące nie dopuścić do konfliktu zbrojnego lub zakończyć trwający już konflikt między grupami o skrajnie sprzecznych poglądach lub interesach.
Przy skomplikowanych konfliktach rokowania zwykle są długotrwałe i wymagają kilku tur, aby wypracowany kompromis i uzgodnienia mogły zadowolić wszystkie biorące w nich udział strony.